# Dioscorea trifurcata
Dioscorea trifurcata är en enhjärtbladig växtart som beskrevs av Lucien Leon Hauman. Dioscorea trifurcata ingår i släktet Dioscorea och familjen Dioscoreaceae. Inga underarter finns listade i Catalogue of Life.